# Гроснидесхайм
Гроснидесхайм (нем. Großniedesheim) — община в Германии, в земле Рейнланд-Пфальц. 
Входит в состав района Рейн-Пфальц. Подчиняется управлению Хесхайм.  Население составляет 1367 человек (на 31 декабря 2010 года). Занимает площадь 3,78 км².